# Idiocera (Idiocera) coloradica
Idiocera (Idiocera) coloradica is een tweevleugelige uit de familie steltmuggen (Limoniidae). De soort komt voor in het Nearctisch gebied.